# Kurzweil K2000
Pour les articles homonymes, voir Kurzweil.

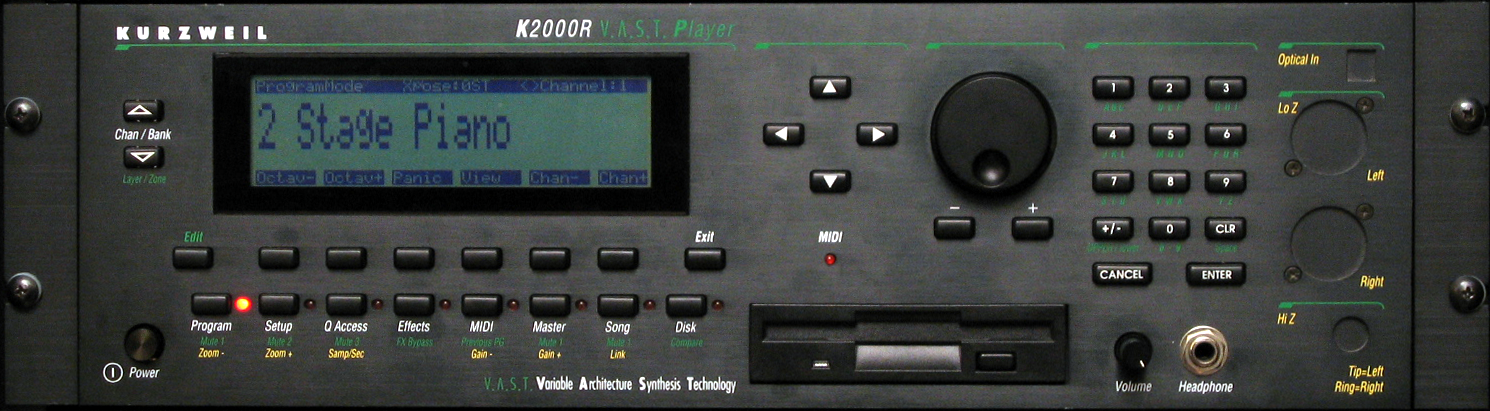
Le K2000 au format rack.

Le K2000 est un synthétiseur de la amrque Kurzweil commercialisé en 1991.
Il est basé sur la technologie VAST (Variable Architecture Synthesis Technology) qui lui permet de concevoir des sonorités en combinant des modules (filtres, LFO, amplificateurs, formes d'ondes numériques, etc.) disponibles en 32 configurations différentes. Le K2000 dispose de formes d'ondes échantillonnées, de trois enveloppes, deux LFO, une section portamento. On trouve aussi un éditeur d'échantillons complet et une option sampling. Il est doté d'un clavier de 61 notes et d'une polyphonie de 24 notes.
Il a été utilisé notamment par Jean-Michel Jarre, Pink Floyd, Depeche Mode, Stevie Wonder, Tangerine Dream et Vangelis.
Le K2000 existe au format expandeur (rack) sous le nom Kurzweil K2000R.